# Головмох багновий
Головмох багновий (Bryum uliginosum) — вид мохів порядку головмохальних (Bryales).

## Поширення
Батьківщиною є Європа, Північна Америка, Південна Америка, Азія.
Населяє вологий ґрунт, уздовж струмків, заболочені території, вапняні місця існування; від низьких до високих (0–3000 метрів).

## Характеристика
Рослини в густих або відкритих дернинах зелені чи жовто-зелені. Стебла 0.5–3 см. Листки від зелених до жовто-зелених, скучені, при висиханні від сильно зморщених до зморщених, яйцювато-ланцетні, плоскі, 1–3.5(4) мм, часто поступово збільшуються до верхівки стебла; основа зелена; краї вигнуті проксимально й плоскі дистально; верхівка загострена. Вид автоіктичний. Коробочкові ніжки жовто-коричневі чи коричневі, 2–4 см, товсті, прямі чи дещо вигнуті. Коробочка коричнева, форма дуже різноманітна, подовжено-грушоподібна або булавоподібна, дещо або сильно вигнута, (3)4–6(7) мм, рот жовто-коричневий. Спори 28–32(35) мкм, від жовтого до зеленого.